# Фризојте
Фризојте (њем. Friesoythe) град је у њемачкој савезној држави Доња Саксонија. Једно је од 13 општинских средишта округа Клопенбург. Према процјени из 2010. у граду је живјело 20.599 становника. Посједује регионалну шифру (AGS) 3453007.

## Географски и демографски подаци
Фризојте се налази у савезној држави Доња Саксонија у округу Клопенбург. Град се налази на надморској висини од 6 метара. Површина општине износи 247,2 km². У самом граду је, према процјени из 2010. године, живјело 20.599 становника. Просјечна густина становништва износи 83 становника/km².